# Іванов Леонід Дмитрович
Леоні́д Дми́трович Івано́в (*3 (16) квітня 1913, Катеринослав — † 29 листопада 1972, Харків) — український філолог, літературознавець та педагог радянських часів.

## Життєпис
Походить з родини службовців. Отримав середню освіту в Амур-Нижньодніпровській механічній школі. Викладацьку діяльність почав ще студентом — у 1930 році. 1934 року закінчив літературний факультет Дніпропетровського університету.
В 1936—1936 — аспірантура при кафедрі західної літератури Київського державного університету. 1940 — доцент, 1940—1941 — декан філологічного факультету.
Викладав у Миколаївському та Київському педагогічному інститутах.
1953 року захистив докторську дисертацію «Творчість М. М. Коцюбинського та питання реалізму».
В 1954—1964 роках працював професором кафедри української і зарубіжної літератури.
1953 року обраний депутатом Дніпропетровської міської ради.
1968 — працює в Харківському університеті.
Його праці стосуються питань української, російської, іншомовних творів літератури, їхніх взаємозв'язків: М. Коцюбинський і російська дорадянська література, М. Коцюбинський і М. Горький, І. Франко й світова література, Л. Толстой і Р. Роллан — загалом 14 науково-дослідницьких робіт та над 50 науково-популярних статей.
Досліджував творчість Михайла Коцюбинського, активно організовував та брав участь у конференціях, присвячених його творчості.
Автор монографій:
- «Михайло Коцюбинський» — 1956,
- «Новітня зарубіжна література» — 1962,
- посібників для вузів — «Зарубіжна література 1871—1917 рр.» — 1959,
- «Творчість Ромена Роллана» — 1960,

Є співавтором підручника для вузів «Історія української літератури кінця XIX — початку XX ст.» — 1967.